# Predilpasset
Predilpasset är ett bergspass i norra delen av Juliska alperna vid gränsen mellan Italien och Slovenien, 1 156 meter över havet. Sedan antiken har en väg lett över Predilpasset mellan Isonzos och Dravas dalgångar.
Vägen över passet lutar maximal 12 %. Den är öppen hela året.